# Tetragnatha laqueata
Tetragnatha laqueata är en spindelart som beskrevs av Ludwig Carl Christian Koch 1872. Tetragnatha laqueata ingår i släktet sträckkäkspindlar, och familjen käkspindlar. Inga underarter finns listade i Catalogue of Life.